# Egale dwergspanner
De egale dwergspanner (Eupithecia absinthiata) is een nachtvlinder uit de familie van de spanners (Geometridae). De forma goossensiata werd tot voor kort als aparte soort, de struikheidwergspanner, gezien. Vast is komen te staan dat het dezelfde soort betreft.

## Kenmerken
De voorvleugellengte bedraagt tussen de 11 en 13 mm. De voorvleugel is vrij egaal roodbruin. De soort is niet makkelijk op naam te brengen. Exemplaren van de forma goossensiata is iets kleiner en iets grijzer van kleur. De soort is moeilijk op naam te brengen.

## Levenscyclus
De egale dwergspanner gebruikt allerlei kruidachtige planten als waardplanten, waaronder duizendblad, bijvoet, koninginnenkruid, jacobskruiskruid, guldenroede  en struikhei (forma goossensiata). De rups is te vinden van eind juli tot in oktober. De soort overwintert als pop in de strooisellaag. Er is jaarlijks een generatie die vliegt van half april tot half september.

## Voorkomen
De soort komt verspreid over een groot deel van het Palearctisch gebied voor. Ook in Noord-Amerika. De egale dwergspanner is in Nederland en België een gewone soort. 